# Nina Lemesh
Nina Petrivna Lemesh (en ukrainien : Ніна Петрівна Лемеш), née le 31 mai 1973 à Noselivka, en RSS d'Ukraine, est une biathlète ukrainienne. Elle compte un succès individuel en Coupe du monde en janvier 1998.

## Biographie
Elle fait ses débuts sur la scène internationale durant la saison 1994-1995. La saison suivante, elle monte sur ses premiers podiums en Coupe du monde au relais d'Antholz puis aux Championnats du monde à Ruhpolding, où elle prend la médaille d'argent par équipes avec Olena Petrova, Tetyana Vodopyanova et Olena Zubrilova.
En 1997, elle est notamment huitième du sprint des Championnats du monde à Osrblie et remporte son premier relais à Nagano. En 1998, elle obtient son deuxième top dix en Coupe du monde en s'imposant sur le sprint d'Antholz, ce qui restera son seul podium individuel. Juste après, elle dispute le sprint des Jeux olympiques d'hiver de 1998, où elle se classe 21e. Lors des saisons suivantes, elle obtient seulement des podiums dans des relais, décrochant la médaille de bronze de la discipline aux Championnats du monde 2000 et 2001.
En 2006, elle remporte le titre européen du sprint.

## Palmarès

### Jeux olympiques
| Épreuve / Édition                   | Individuel | Sprint | Poursuite                        | Départ en masse                  | Relais |
| Jeux olympiques 1998 Nagano         | -          | 21e    | Épreuve inexistante à cette date | Épreuve inexistante à cette date | -      |
| Jeux olympiques 2002 Salt Lake City | -          | 47e    | -                                | Épreuve inexistante à cette date | 10e    |
| Jeux olympiques 2006 Turin          | -          | 50e    | 41e                              | -                                | 11e    |

Légende :
- : épreuve non olympique ou inexistante.

### Championnats du monde
| Mondiaux \ Épreuve               | individuel        | Sprint            | Poursuite                        | Départ en masse                  | Relais                    | Course par équipes               | Relais mixte                     |
| 1995 Antholz                     | 26e               | 22e               | Épreuve inexistante à cette date | Épreuve inexistante à cette date | 5e                        | 5e                               | Épreuve inexistante à cette date |
| 1996 Ruhpolding                  | -                 | -                 | Épreuve inexistante à cette date | Épreuve inexistante à cette date | -                         | Médaille d'argent, monde         | Épreuve inexistante à cette date |
| 1997 Osrblie                     | 8e                | 37e               | -                                | Épreuve inexistante à cette date | -                         | -                                | Épreuve inexistante à cette date |
| 1998 Pokljuka Hochfilzen         | JO Nagano         | JO Nagano         | 43e                              | Épreuve inexistante à cette date | JO Nagano                 | 4e                               | Épreuve inexistante à cette date |
| 1999 Kontiolahti Oslo            | 27e               | 16e               | 19e                              | 11e                              | 5e                        | Épreuve inexistante à cette date | Épreuve inexistante à cette date |
| 2000 Oslo                        | -                 | 52e               |                                  | -                                | Médaille de bronze, monde | Épreuve inexistante à cette date | Épreuve inexistante à cette date |
| 2001 Pokljuka                    | -                 | 17e               | 18e                              | -                                | Médaille de bronze, monde | Épreuve inexistante à cette date | Épreuve inexistante à cette date |
| 2002 Oslo                        | JO Salt Lake City | JO Salt Lake City | JO Salt Lake City                | 20e                              | JO Salt Lake City         | Épreuve inexistante à cette date | Épreuve inexistante à cette date |
| 2004 Oberhof                     | -                 | 43e               | 5e                               | -                                | 7e                        | Épreuve inexistante à cette date | Épreuve inexistante à cette date |
| 2005 Hochfilzen/ Khanty-Mansiïsk | -                 | 40e               | 40e                              | -                                | 7e                        | Épreuve inexistante à cette date | 7e                               |
| 2007 Antholz                     | -                 | -                 | 45e                              | 35e                              | -                         | Épreuve inexistante à cette date | -                                |

Légende :

 : deuxième place, médaille d'argent

 : troisième place, médaille de bronze

 : épreuve inexistante ou absente du programme

— : pas de participation à cette épreuve

### Coupe du monde
- Meilleur classement général : 17e en 1999.
- 1 podium individuel : 1 victoire.
- 11 podiums en relais : 2 victoires et 9 troisièmes places.

Victoire :
| Édition / Épreuve | Individuel | Sprint  | Poursuite | Mass start | Total |
| 1997-1998         |            | Antholz |           |            | 1     |
| Total             | 0          | 1       | 0         | 0          | 1     |

#### Classements annuels
| Année | Classement général final |
| 1996  | 42e                      |
| 1997  | 37e                      |
| 1998  | 36e                      |
| 1999  | 17e                      |
| 2000  | 43e                      |
| 2001  | 38e                      |
| 2002  | 40e                      |
| 2005  | 79e                      |
| 2007  | 77e                      |

### Championnats d'Europe
- Médaille d'argent en individuel et relais en 1995.
- Médaille de bronze en relais en 2001 et 2002.
- Médaille d'argent en relais en 2005.
- Médaille d'or en sprint en 2006.

### Championnats du monde de biathlon d'été
- Médaille d'argent du sprint et de la poursuite en 1998.